# Wilhelm Stenström
Karl Wilhelm Stenström, född 28 januari 1891 i Göteborg, död 7 november 1973 i Holmes Beach, Florida, var en svensk radiolog.
Wilhelm Stenström var son till manufakturhandlaren i Falkenberg Anders Hugo Theodor Stenström. Han avlade studentexamen i Halmstad 1910 och studerade därefter vid Lunds universitet där han blev filosofie kandidat 1913, filosofie magister 1915 och 1919 filosofie licentiat och filosofie doktor. Stenström var extraordinarie amanuens vid Lunds universitets fysiska institution 1916–1917 och amanuens där 1917–1919. Som Sverige-Amerikastiftelsens stipendiat studerade han 1919–1920 vid Harvards universitet och 1920 vid Chicagos universitet. Han stannade därefter i USA, och blev 1939 amerikansk medborgare. 1920–1926 var han fysiker vid State Institute for the Study of Malignant Disease i Buffalo, New York och 1926 blev han associate professor i biofysik och föreståndare för radioterapeutiska avdelningen vid University of Minnesotas Medical School i Minneapolis. Från 1935 var han professor där. Stenström invaldes i flera lärda sällskap i USA. Han publicerade ett stort antal vetenskapliga skrifter bland annat om röntgenspektra, fysiska principer för strålbehandling och svulster och deras behandling samt medarbetade i E. Pohles Theoretical Principles of Roentgen Therapy (1938).